# Ranunculus occidentalis
Ranunculus occidentalis Nutt. – gatunek rośliny z rodziny jaskrowatych (Ranunculaceae Juss.). Występuje naturalnie w zachodniej części Ameryki Północnej. 

## Rozmieszczenie geograficzne
Rośnie naturalnie w zachodniej części Ameryki Północnej. W Kanadzie występuje w Kolumbii Brytyjskiej, zachodniej części Alberty oraz na terytorium Jukonu. W Stanach Zjednoczonych został zaobserwowany w południowej części Alaski, w zachodniej części stanu Waszyngton, w Oregonie, Kalifornii oraz w północno-zachodniej części Nevady. 

## Morfologia
PokrójBylina o mniej lub bardziej owłosionych pędach.
LiścieSą trójdzielne lub trójlistkowe. Mają owalny, półokrągły lub nerkowaty kształt. Mierzą 1,5–5,5 cm długości oraz 2,2–8 cm szerokości. Brzegi są ząbkowane. Wierzchołek jest spiczasty lub tępo zaokrąglony.
KwiatySą pojedyncze. Pojawiają się na szczytach pędów. Mają 5 eliptycznych działek kielicha, które są odwinięte i owłosione. Dorastają do 2–3 mm długości. Mają od 5 do 14 owalnych płatków o długości 5–13 mm i 1,5–8 mm szerokości. Dno kwiatowe jest nagie.
OwoceNagie niełupki o długości 2,6–3,6 mm i szerokości 1,8–3 mm. Tworzą owoc zbiorowy – wieloniełupkę o półkulistym kształcie i dorastającą do 3–7 mm długości i 5–9 mm szerokości.

## Biologia i ekologia
Rośnie na łąkach, trawiastych zboczach lub otwartych przestrzeniach w lasach. Występuje na wysokości do 1500 m n.p.m. Kwitnie od marca do czerwca. 

## Zastosowanie
Nasiona tego gatunku były jedzone przez niektóre plemiona Indian z Kalifornii. Natomiast Aleuci z tego gatunku produkowali truciznę. 

## Zmienność
W obrębie tego gatunku wyróżniono dwie odmiany:
- Ranunculus occidentalis var. brevistylus Greene
- Ranunculus occidentalis var. nelsonii (DC.) L.D. Benson